# Aberdeen (Washington)
Aberdeen je nevelké město ležící ve státě Washington na severozápadním pobřeží Ameriky, poblíž města Seattlu. Ve městě žije přibližně 17 tisíc obyvatel. Donedávna[kdy?] bylo ještě téměř výhradně zaměřené na těžbu dřeva z místních rozsáhlých lesů. Nejvíc jej zřejmě proslavil leader skupiny Nirvana Kurt Cobain. Narodil se zde také známý americký wrestler Daniel Bryan.